# Trattato di Granada (1491)
Il trattato di Granada, noto anche come Capitolazioni di Granada, pose fine alla guerra, iniziata nel 1482 e culminata nell'assedio della città da parte delle truppe spagnole.
Le trattative, condotte da Gonzalo Fernández de Córdoba, furono sottoscritte da Boabdil, sultano di Granada, Isabella di Castiglia, regina di Castiglia e León e da Ferdinando II di Aragona, re di Aragona, di Valencia, di Maiorca e di Sicilia.
Il trattato dispose una breve tregua al conflitto, seguita dallo scioglimento, nel gennaio del 1492,  del Sultanato di Granada e la sua incorporazione territoriale nei territori soggetti alla sovranità dei monarchi cattolici di Spagna. Il trattato garantiva una serie di diritti alla popolazione musulmana, inclusa la tolleranza religiosa ed un trattamento corretto, in cambio della resa. Il decreto di Alhambra, del marzo del 1492, revocò alcuni punti riguardanti la protezione di musulmani ed ebrei.

## Clausole di protezione
Il trattato conteneva sessantasette articoli, fra i quali i seguenti;
- Piccoli e grandi devono essere perfettamente sicuri per le loro persone, famiglie e proprietà
- Ad essi verrà consentito di continuare la loro residenza ed abitazione, sia in città che nella periferia o in qualunque altra parte del paese
- Le loro leggi devono essere mantenute come prima e nessuno dovrà essere giudicato se non in base alle stesse leggi
- Le loro moschee ed i beni loro appartenenti, devono rimanere com'erano sotto l'Islam
- Nessun cristiano dovrà entrare nella casa di un Musulmano o potrà insultarlo in qualunque forma
- A nessun cristiano od ebreo titolare di un ufficio per incarico dell'ultimo sultano sarà consentito di esercitare le sue funzioni su di loro
- Tutti i musulmani tenuti prigionieri durante l'assedio di Granada, da qualunque parte del paese provenissero, ma specialmente i nobili ed i capi citati nell'accordo, dovranno essere liberati
- Tali musulmani, se prigionieri perché fuggiti dai loro padroni cristiani e rifugiatisi a Granada, non dovranno essere restituiti ma il sultano dovrà essere pronto a pagare il loro prezzo ai loro padroni
- Tutti coloro che potranno trasferirsi in Africa dovranno essere autorizzati a farlo entro un certo periodo, e verranno convogliati colà con navi del re e senza che sia imposto loro alcun tributo oltre al mero costo del trasporto e
- dopo che sarà trascorso il tempo previsto a nessun musulmano verrà impedita la partenza, purché paghi il prezzo del suo trasporto ed il tributo per qualsiasi bene di sua proprietà che vorrà portare con sé
- Nessuna potrà essere processato e punito per un crimine commesso da un altro
- I cristiani che avevano abbracciato la fede islamica non dovranno essere costretti ad abiurarle e tornare alla precedente fede
- Ad ogni musulmano che voglia divenire cristiano dovranno essere concessi alcuni giorni per riflettere sul passo che sta per compiere, dopo di che egli dovrà essere interrogato sia da giudice un musulmano che da uno cristiano sui suoi intendimenti al cambiamento e se, dopo questo esame, egli rifiuterà ancora di tornare all'Islam, deve essergli concesso di seguire il suo intendimento
- Nessun musulmano dovrà essere perseguito per la morte di un cristiano ucciso durante l'assedio e che nessun bene di proprietà preso durante la guerra dovrà essere imposto
- Nessun musulmano dovrà essere soggetto ad avere un soldato cristiano alloggiato presso di lui, o essere trasferito nelle province di questo regno contro la sua volontà
- Nessun aumento alle normali tasse potrà aver luogo, ma, al contrario, tutte le vecchie imposte oppressive dovranno essere abolite
- A nessun cristiano dovrà essere consentito di spiare oltre il muro nella casa di un musulmano od entrare in una moschea
- Ogni musulmano che deciderà di viaggiare o risiedere in mezzo ai cristiani dovrà essere perfettamente sicuro nella propria persona e nei suoi beni
- Nessun documento o contrassegno distintivo potrà essere imposto ad essi, come fu fatto con gli ebrei ed i Mudejares
- Nessun muezzin dovrà essere interrotto mentre chiama a preghiera I suoi fedeli e nessun musulmano molestato né nelle sue pratiche di devozione quotidiana né nell'osservanza del digiuno od in qualsiasi altra cerimonia religiosa, ma se un cristiano verrà sorpreso a deriderli, dovrà per questo essere punito
- I musulmani dovranno essere esentati da qualsiasi tassa per un certo numero di anni
- Al papa  dovrà essere chiesto l'assenso alle presenti condizioni e chiesto di firmare il trattato egli stesso